# Match (Marvel Comics)
Pour les articles homonymes, voir Match.
Match (mot signifiant « allumette » en anglais) est un super-héros appartenant à l'univers de Marvel Comics. Il est apparu pour la première fois dans le comic book New X-Men #123. Match est le leader des Parangons.

## Biographie du personnage

### Les Parangons
De son vrai nom Benjamin « Ben » Hammil, Match est un adolescent mutant vivant à l'Institut Xavier. Lorsque ses pouvoirs se sont manifestés, il a accidentellement enflammé le parc de sa ville. Après avoir été admis à l'Institut, Match a été désigné comme chef de l'équipe des Parangons sous la tutelle de Rahne Sinclair. Quand il a été révélé que cette dernière avait eu une liaison avec un étudiant, Josh Foley alias Elixir, elle quitta aussitôt l'école, laissant les Parangons sans superviseur. Heureusement, Magma, ancienne membre des Nouveaux Mutants, accepta de devenir leur mentor. De tempérament bouillant, Hammil est un leader naturel et, en conséquence, est nommé leader de l'équipe. Il fut très affecté par sa dissolution à la suite du M-Day.

### Après le M-Day
Après les événements de House of M, seulement 27 étudiants de l'école gardèrent leurs pouvoirs. Tous les Squads furent dissous et les étudiants restants furent réunis en un seul groupe. Match et ses compagnons de la Squad des Parangons Trance, Wolf Cub et Pixie avaient conservé leurs pouvoirs. Lors du combat général organisé par Emma Frost, il combattit Anole avant de perdre contre X-23.

## Pouvoirs et capacités
Match est pyrokinesiste ; son corps est composé de flammes qu’il peut projeter en rafales. Il est immunisé contre le feu et les températures extrêmes.

## Parangons
Les membres des Parangons sont 
- DJ
- Match
- Pixie
- Preview
- Trance
- Wolf Cub